# Eva Jessye
Eva A. Jessye (20 janvier 1895 - 21 février 1992) est une cheffe de chœur afro-américaine. Elle est connue pour être la première femme noire à obtenir une distinction internationale pour ses travaux de cheffe de chœur.

## Biographie

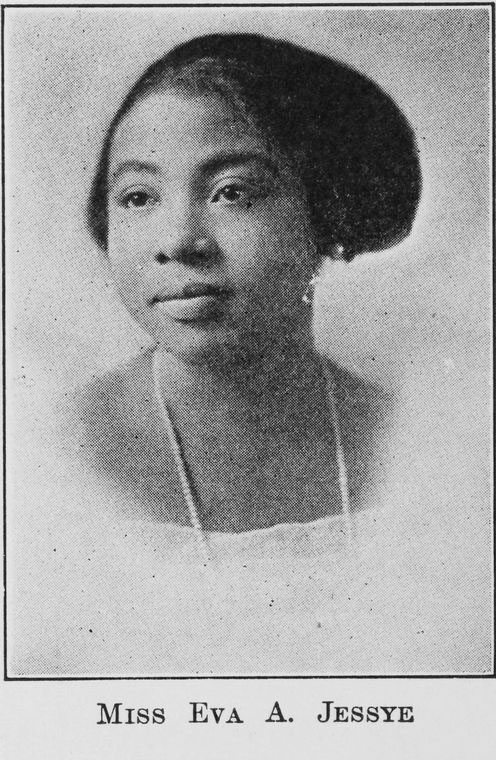
Eva Jessye dans une publication de 1923.

Eva Jessye nait le 20 janvier 1895 à Coffeyville au Kansas, d'Albert et Julia Jessye.

### Mort
Eva Jessye décède le 21 février 1992 à l’âge de 97 ans à Ann Arbor au Michigan.

## Publication
- (en-US) My Spirituals, Robbins-Engel, 1927.